# Pavel Filonov
Pour les articles homonymes, voir Filonov.
Pavel Nikolaïevitch Filonov (en russe : Павел Николаевич Филонов, Moscou 1883 - Léningrad 1941) est un peintre russe du début du XXe siècle.
Il est le fondateur de l'art analytique en 1910. Contrairement à ses contemporains comme Vassily Kandinsky, Kazimir Malevitch, Alexandre Rodtchenko ou Vladimir Tatline, son nom reste très peu connu en dehors de son pays.

## Biographie
Pavel Filonov naît à Moscou le 8 janvier 1883 (calendrier grégorien) ou le 27 décembre 1882 (calendrier julien).
En 1897, il déménage à Saint-Pétersbourg où il prend les cours à l'école de dessin de la Société impériale d'encouragement des beaux-arts. En 1903, il manque d'entrer à l'Académie russe des beaux-arts et prend les cours de dessin et d'anatomie dans l'atelier de Lev Dmitriev-Kavkazski. En 1908, admis à l'Académie des beaux-arts, il y étudie, - chez Ian Tsionglinski notamment - jusqu'à son expulsion en 1910.
En 1910–1914, il prend part au groupe artistique l'Union de la Jeunesse (en russe : Союз Молодежи) formé par les artistes Elena Gouro et Mikhaïl Matiouchine. En 1912, paraît son article Le canon et la loi exposant les principes du réalisme analytique également appelé « anti-cubisme ». D'après Filonov, le cubisme représente les objets en utilisant des éléments géométriques de leur surface, mais les réalistes analytiques devrait représenter les objets en utilisant des éléments de leur âme intérieure. Il eut une grande foi en ces principes jusqu'à la fin de ses jours.
Il meurt de faim pendant le siège de Léningrad en 1941 et est enterré au cimetière Serafimovski. Ses œuvres conservées au musée Russe de Saint-Pétersbourg ne seront exposées qu'à la fin des années 1980, car son art est longtemps considéré comme anti-soviétique.

## Galerie

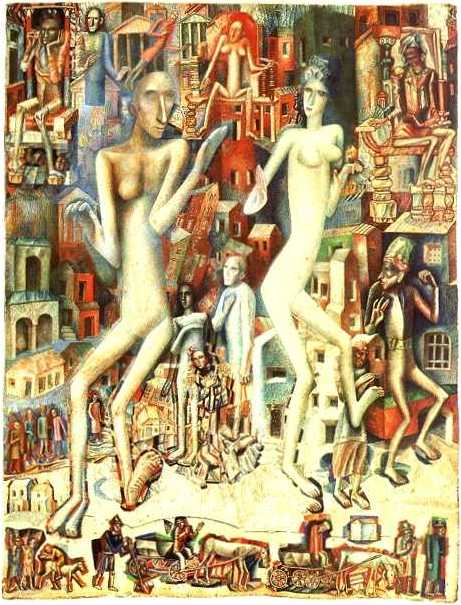
L'Homme et la femme (encre, aquarelle sur papier, 1912-1913)
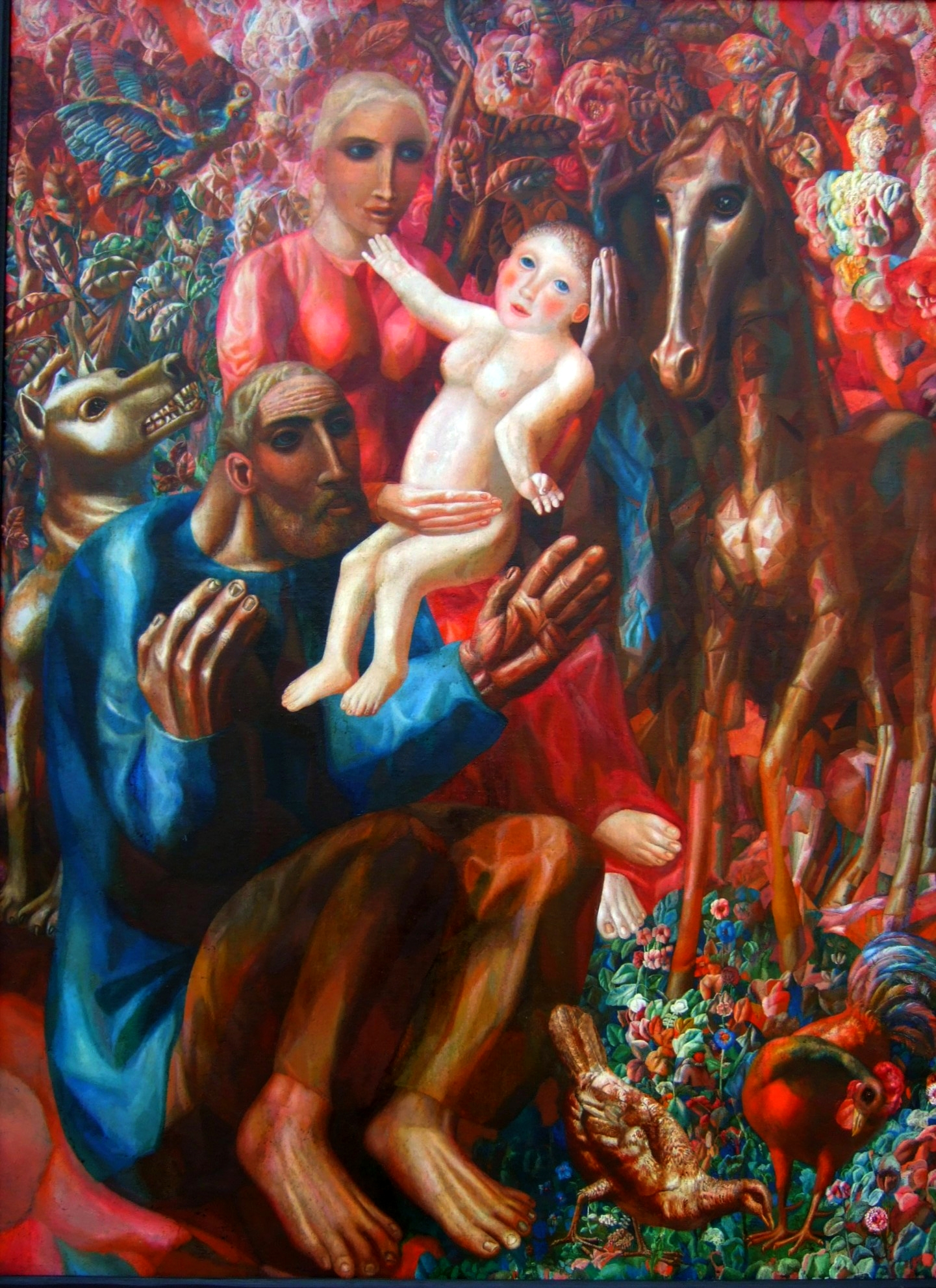
Famille de paysans (huile sur toile, 1914)
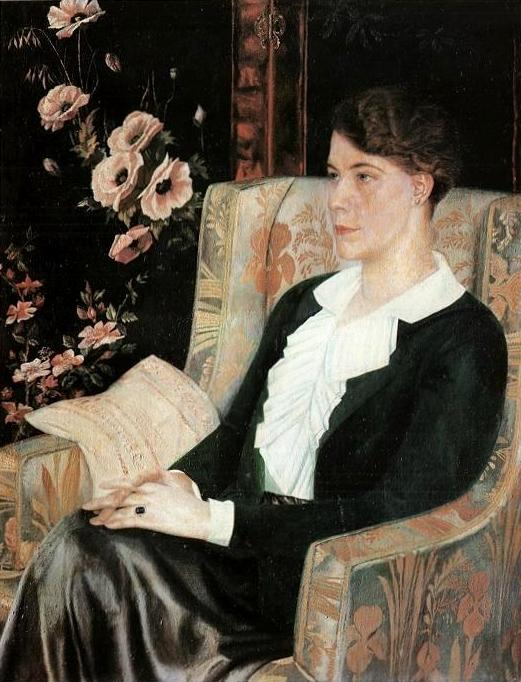
Portrait d'Evdokia Glebova, la sœur d'artiste (huile sur toile, 1915)
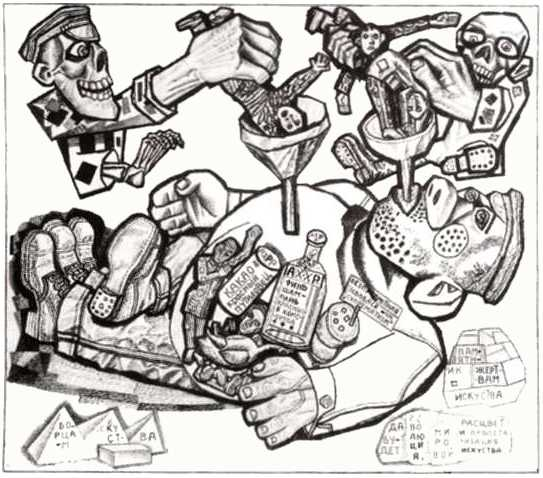
Formule de la pédagogie moderne (encre de Chine sur papier, 1923)
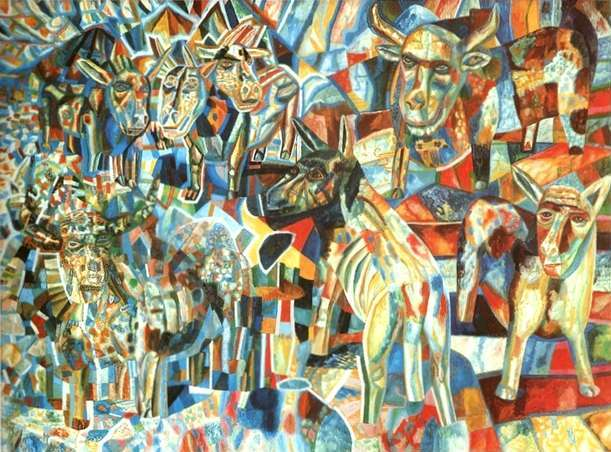
Animaux (huile sur papier, 1930)
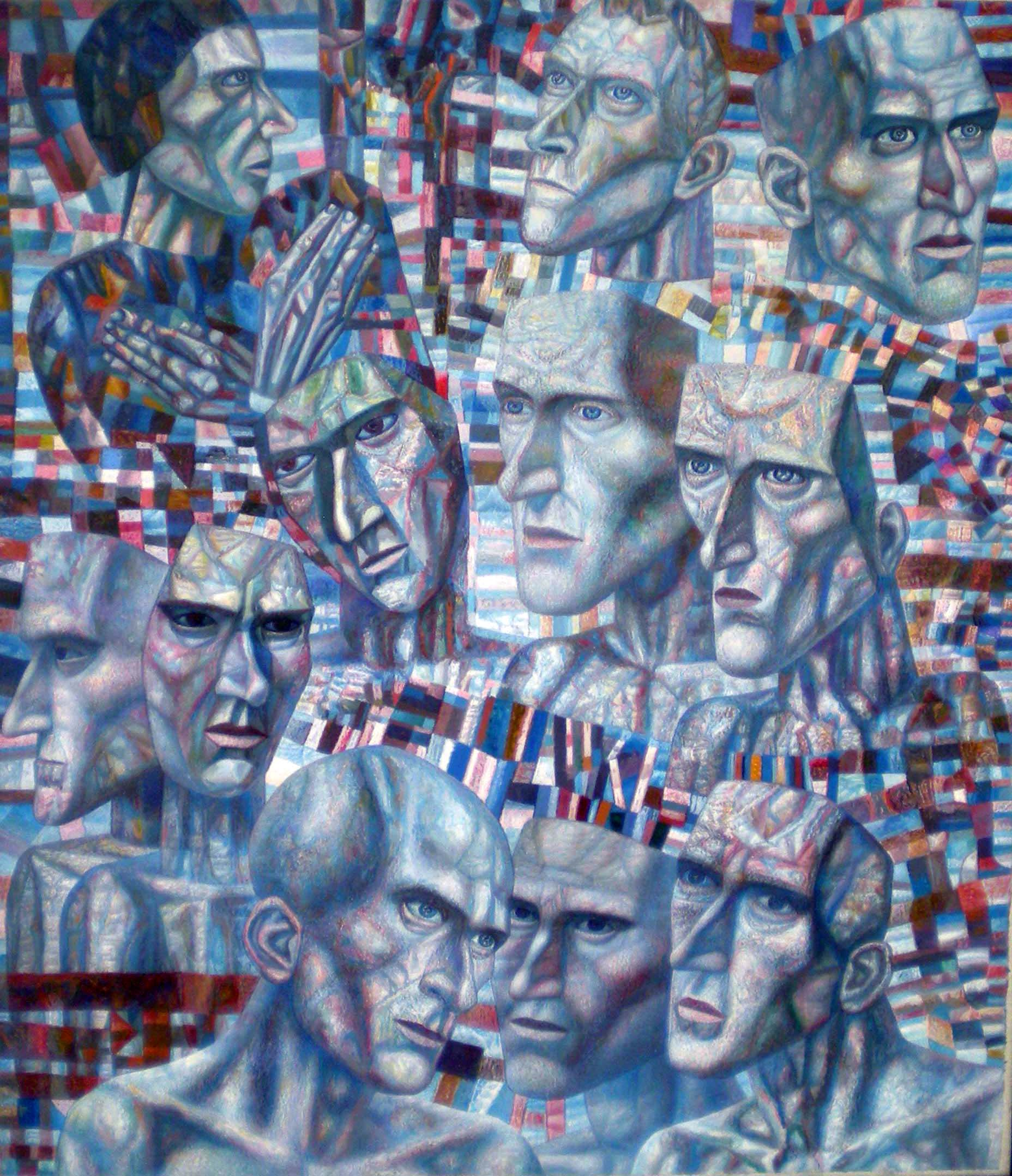
Les Oudarniks (huile sur papier, 1935)

## Ses œuvres
- Formule des Prolétariens de Pétrograd (fin 1920)